# 二重星
二重星（にじゅうせい、英: double star）とは、天球上で極めて接近して見える2つの星のことである。非常に接近しているため肉眼では1つの星に見えるが、望遠鏡などで観測することで2つに分解されるものもある。お互いの星が万有引力によって周回しているものは「連星」と呼ばれる。連星は、その見え方によって「実視連星」、「分光連星」、「食連星」などと呼ばれる。地球から見た方向のみが一致しているペアは「見かけの二重星」と呼ばれる。

## 連星

### 実視連星
望遠鏡で両星に分離して観測され、両星が公転運動している事が確認されている連星を言う。ケンタウルス座α星、おおぐま座ζ星（ミザール）のA星、B星など。

### 分光連星
望遠鏡で両星に分離して観測されないが、公転運動を伴う視線速度の周期変動によりスペクトル線の周期的変化が観測される連星をいう。

### 食連星
食変光星とも言う。明るい恒星の周りを暗い恒星が回り、星の光度を変化させている連星。ペルセウス座β星（アルゴル）など。

## 見かけの二重星
地球上から見る方向は同じだが、実際には引力などの影響を及ぼさない見かけ上の2つの星。代表例としてさそり座ζ星がある。150光年離れたオレンジ色の巨星と6000光年彼方の青色超巨星からなる色の対比が美しい二重星である。また、おおぐま座ζ星ミザールとおおぐま座80番星（アルコル）も見かけの二重星として有名だが、両者の実際の距離は約3光年で、連星の可能性もある。